# Edwin de la Peña y Angot
Edwin de la Peña y Angot (ur. 5 kwietnia 1954 w San Juan) – filipiński duchowny rzymskokatolicki, od 2000 prałat terytorialny Marawi.

## Życiorys

### Prezbiterat
Święcenia kapłańskie przyjął 22 kwietnia 1981. Był m.in. moderatorem zgromadzenia Misjonarzy Filipińskich (1983-1984) oraz rektorem seminarium w Tagaytay (1999-2000). W latach 1989–1995 pracował także w charakterze misjonarza na terenie Papui-Nowej Gwinei.
23 czerwca 2000 otrzymał nominację na prałata terytorialnego Marawi. Uroczyste objęcie urzędu nastąpiło 12 sierpnia tegoż roku.

### Episkopat
22 października 2001 papież Jan Paweł II wyniósł go do godności biskupiej. Sakry biskupiej udzielił mu 27 grudnia tegoż roku ówczesny nuncjusz apostolski na Filipinach, abp Antonio Franco.